# Franziskanerkloster Düren
Das Franziskanerkloster in Düren bestand vom 15. bis zum Anfang des 19. Jahrhunderts.
Am jetzigen Standort der Marienkirche gab es bereits seit 1459 ein Kirchengebäude. Zu diesem Zeitpunkt gründeten Franziskaner aus Koblenz an dieser Stelle ein Kloster. Den Klosterbau unterstützten Herzog Gerhard VII. von Jülich-Berg (1437–1475) und dessen Gemahlin Sophia von Sachsen († 1473) sowie der Freiherr von Merode. Sie weihten das Kloster der hl. Maria Magdalena von Bethanien. Es gehörte zur Kölnischen Franziskanerprovinz (Colonia). Graf Dietrich III. von Manderscheid (1459–1498) ließ auf seine Rechnung den Westflügel errichten. Im Laufe der Jahrhunderte nannte man das Franziskanerkloster in Düren „In Bethanien“.
1470 wurde die Klosterkirche mit vier Altären geweiht. 1484 erbauten die Patres das erste Krankenhaus, dessen Kapelle der hl. Elisabeth geweiht wurde. Es kamen zwei Friedhöfe und der Kreuzweg des Klosters dazu, die alle 1507 eingeweiht wurden. Das Kloster wurde 1533 durch einen Brand fast völlig zerstört, die Kirche wurde schwer beschädigt. Nur der Westflügel mit der Bibliothek blieb erhalten. Damals zählte der Konvent 37 Personen und 5 Praktikanten. Nach dem Brand blieben noch 30 Priester und 5 Brüder im Kloster. Zwischen 1534 und 1537 wurden die Kirche und das Kloster wieder aufgebaut. Am 6. Februar 1568 kaufte der Konvent ein Haus neben dem Kloster. Von 1616 bis 1618 wurden das Sprechhaus und die Bibliothek neu erbaut. Im Jahr 1636 wurde das Kloster durch Schenkungen von Häusern und Gärten in der Philippstraße, heute Victor-Gollancz-Straße, erweitert. Die Häuser wurden abgerissen und das Klostergelände wurde mit einer hohen Mauer umgeben. 1670 wurde das Kloster abgerissen und ein größeres neu erbaut. Der Konvent zählte jetzt 14 Priester, 9 Studierende und 9 Laienbrüder. Eine neue Umfassungsmauer kam 1713 dazu.
1758 beschlagnahmten die Franzosen das Kloster und errichteten darin ein Lazarett. Das Kloster wurde im Jahre 1802 durch die Franzosen aufgehoben. 1831 wurde aus der Klosterkirche die Pfarrkirche St. Marien, die 1944 bei einem Luftangriff zerstört und ab 1949 wieder aufgebaut wurde. Sie ist heute zweite Pfarrkirche der katholischen Pfarrgemeinde St. Lukas.
In Düren erinnern noch die Straße In Bethanien neben der Marienkirche und die Gaststätte Zum Franziskaner an das Kloster.
Im Juni 2018 wurden bei den Arbeiten zur Anlegung eines Parkplatzes zwischen der Marienkirche und der Philippstraße Fundamente des Franziskanerklosters freigelegt.

## Guardiane
Ein Guardian wird vom Provinzkapitel der Ordensprovinz gewöhnlich für drei Jahre gewählt. Die Guardiane des Klosters Bethanien (des Franziskaner-Klosters) mit der späteren Marienkirche waren:
| - 1483: Petrus Hofschmidt - 1490: Hermann a Weda - 1492: Johann Kirchberg - 1520: Jakob de Lewarden - 1527: Johann Schage - 1531: Franziskus de Weba - 1540: Wilhemnus Born - 1545: Simon Groetz - 1549: Johann Groetz - 1550: Johann Juddenus, vulgo de Weba - 1563: Johann Inden - 1564: Wilhelmus von Zuphten - 1569–1587: Werner von Zuphten - 1587: Nikolaus Langmesser - 1592: Johann Rensink - 1600: Franziskus Goes - 1609: Franziskus Goch - 1612: Johann Renfink - 1613: Johann Liesborn - 1614: Franziskus Goes - 1616: Theodor Rheinfeld - 1619: Arnold Budelius - 1620: Arnold Schorlemer - 1622: Ebertinus Frentz - 1624: Heinrich Boltig - 1626: Marianus Lützenkirchen - 1627, 1628 und 1631: Joachim Rentelen - 1630: Jakobus Forster - 1633, 1635 und 1636: Jakobus Polius - 1637: Pacifikus Haetz - 1638, 1652: Wigandus Spaer - 1940, 1666 und 1668: Petrus Ritz - 1641, 1656 und 1657: Gerhardus Fuß - 1643, 1644: Stephan Ruidius - 1646, 1647: Johann Frenz - 1649, 1650, 1660, 1661, 1662: Stephan Brenner - 1653, 1645, 1655: Sleutherius Macheren - 1658, 1663: Bernardus Bennonius - 1669, 1670, 1671: Franziskus Degenhard - 1672, 1673: Arnold Schopen - 1675: Johann Mahr - 1676, 1677, 1678: Ludolvius Bink - 1679, 1680, 1685, 1687: Theodor Becker | - 1682: Reinerus Haß - 1684: Heinrich Heister - 1685, 1688, 1690: Pacificus Beutgen - 1691, 1692, 1693: Hermann Born - 1694: Adam Fabritius - 1698: Balthasar Berens - 1699: Simon Minis - 1700: Michael Mosterts - 1703: Andreas Nöthlichs - 1705, 1706, 1718: Dionysius Arnoldi - 1708, 1709, 1710: Ludewig Klein - 1711: Ferdinand Rasquin - 1712: Christian Ritz - 1713: Petrus Henning - 1714, 1715: Valentin Donlinger - 1717, 1728: Wernerus Wollersheim - 1721, 1722, 1723: Anton Molitoris - 1724, 1725: Johann Modeman - 1727: Mansuetus Löhrer - 1730: Jakobus Eidelborn - 1733: Sleutherius Meinertzhagen - 1734: Maximilian Ernst - 1737: Eanatus Esser - 1740: Godefridius Pesch - 1740: Joseph Bauer - 1745: Martin Servos - 1748: Edmund Smets - 1751: Eduard Hüllencremer - 1752: Aegritius Servatii - 1745: Antonius Klophausen - 1757, 1763: Petrus Schoenen - 1760: Mathias Zorn - 1766, 1772: Rütger Schuhmacher - 1769, 1775: Benatius Sieger - 1777: Terentius Lohr - 1781: Adauctus Rheinberg - 1784: Elisäus Jonen - 1786: Eelasius Werner - 1788: Raphael Knaben - 1790: Waldius Küpper - Der letzte Guardian bis zur Aufhebung des Dürener Konvents war Ermundus Franziskus Borgs. |